# ローレン・ブライス
ローレン・ブライス（Lauren Brice、1962年9月29日 - 2015年7月3日 ）は、アメリカの元ポルノ女優。身長180センチ。
2015年7月3日、肝不全により死去。

## 経歴・作品
1989年に19歳でデビュー、1995年までの間に約80本の作品に出演した。
1990年、「Married Women」においてAVNアワードの主演女優賞を受賞している。